# Aubelin Jolicoeur

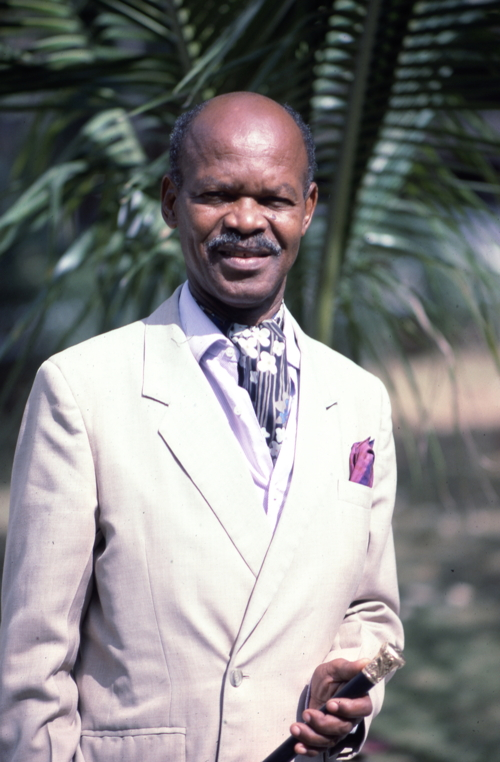
Aubelin Jolicoeur, 1992

Aubelin Jolicoeur (* 30. April 1924 in Jacmel; † 14. Februar 2005 ebenda) war ein haitianischer Kolumnist und wurde durch Graham Greenes Roman Die Stunde der Komödianten bekannt.
In den 1950er-Jahren machte sich Jolicoeur einen Namen als Klatschkolumnist. Er schrieb über Prominente aus dem Showbusiness der USA, die in Haiti Urlaub machten. In Graham Greenes Roman Die Stunde der Komödianten tritt er als Petit Pierre auf. Durch die Veröffentlichung des Romans ist Jolicoeur nach eigenen Angaben in Lebensgefahr geraten, da zu jener Zeit in den 1960er-Jahren auf Haiti der Diktator François Duvalier (Papa Doc) herrschte. Ende der 1980er-Jahre wurde er kurzzeitig Informationsminister von Haiti. Graham Greene lernte Jolicoeur kennen, als dieser Tourismusdirektor von Haiti war.